# Сиддикуи, Ислахуддин
Ислахуддин Сиддикуи (урду اصلاح الدین صدیقی‎, англ. Islahuddin Siddiqui, 10 января 1948, Лонг-Айленд, Нью-Йорк, Нью-Йорк, США) — пакистанский хоккеист (хоккей на траве), нападающий, серебряный призёр летних Олимпийских игр 1972 года, бронзовый призёр летних Олимпийских игр 1976 года, чемпион мира 1971 и 1978 годов.

## Биография
Ислахуддин Сиддикуи родился 10 января 1948 года в районе Нью-Йорка Лонг-Айленд.
В 1972 году вошёл в состав сборной Пакистана по хоккею на траве на Олимпийских играх в Мюнхене и завоевал серебряную медаль. Играл на позиции нападающего, провёл 9 матчей, мячей не забивал.
В 1976 году вошёл в состав сборной Пакистана по хоккею на траве на Олимпийских играх в Монреале и завоевал бронзовую медаль. Играл на позиции нападающего, провёл 6 матчей, мячей не забивал.
В 1971 и 1978 годах в составе сборной Пакистана завоевал золотые медали на чемпионатах мира в Барселоне и Буэнос-Айресе в 1975 году выиграл серебро в Куала-Лумпуре. На двух последних турнирах был капитаном команды.
Трижды выигрывал хоккейный турнир летних Азиатских игр: в Бангкоке в 1970 и 1978 годах и в Тегеране в 1974 году.
В 1978 году выиграл Трофей чемпионов, проходивший в Лахоре.
В 1967—1978 годах провёл за сборную Пакистана 93 матча, забил 37 мячей. Отличался высокой скоростью, из-за чего его проверяли на использование допинга.
В 1982 году удостоен правительственной награды Pride of Perfomance. В 2010 году получил от президента Пакистана орден Совершенства.
По окончании игровой карьеры был менеджером и тренером сборной Пакистана по хоккею на траве, комментатором, членом совета по правилам Международной федерации хоккея на траве.
В 1990 году тренировал сборную Азии, которая выиграла турнир пяти континентов.
В 2010 году опубликовал автобиографическую книгу Dash Through my Life.